# 野崎亜里沙
野崎 亜里沙（のざき ありさ、1987年4月24日 - ）は、日本の元タレント、元女優。埼玉県出身。ルージュ、best choice→フロムワンを経て2015年時点は、ワンエイトプロモーションに所属していた。愛称は「ありゴン、ありさ」などである。

## 人物・来歴
- 2002年の「全国女子高生制服コレクション」で「7up! baby's」に選出される。
- 2002年2月21日、Love Marines（ラブマリンズ）というグループの一員として、シングル『You Can Get Love』を発売。
- 芸能人女子フットサルチーム「南葛シューターズ」に所属。ポジションはゴレイロで、背番号は「1」（2007年4月までは「21」）。
- 2009年12月、avexの舞台「リンダリンダラバーソール」に出演。
- 2012年、所属事務所をワンエイトプロモーションに移す。
- 2019年3月現在、ワンエイトプロモーションから名前が消える。SNSも最後に残されたTwitterが2018年3月を最後に更新されていなかったが、それ以来久々に更新された2019年11月1日分のTwitterにて、芸能活動引退を発表した[1]。

## 出演

### 舞台
- PROPAGANDA STAGE キューポラのある街（2004年4月7日 - 11日、東京芸術劇場小ホール1） - タカユキ 役
- PROPAGANDA STAGE サマーデイズ（2004年7月22日 - 25日、東京芸術劇場小ホール1） - 川端めぐみ / 木下サチ 役
- PROPAGANDA STAGE 青春時代＋（2005年4月6日 - 10日、東京芸術劇場小ホール1） - 丸田真由美 役
- MK-Box 人生大爆走（2006年11月1日 - 5日、アートボックスホール） - 綾小路久留美 役
- 地図 ～朝焼けに君をつれて～（2007年3月15日 - 18日、きゅりあん小ホール）
- リンダリンダラバーソール（2009年12月2日 - 12月6日、全労済ホール スペース・ゼロ） - ユイ / ヒトミ 役、ほか

### 映画
- ひきこさんvsこっくりさん（2012年） - 恵美 役

### 広告
- 東進ハイスクール
- ユーキャン

### テレビ
- 恋するフットサル（CX）
- メルシートゥフェスタ（BS11）
- エンジェルリーグ（BS日テレ）

## 作品

### DVD
- 君と僕（2003年12月17日発売、東芝EMI）
- 制コレ DA・PARTY!!（2004年1月16日発売）
- ありゴン（2004年8月20日発売、OMATA）
- ピュア・スマイル 野崎亜里沙（2004年11月19日発売、竹書房）
- たぶん わ・た・し（2005年2月21日発売、エッジ）
- ハズカシイカタチ ナンデモアリサ（2005年12月発売、ぶんか社）
- After a long time（2012年10月31日、grabiti）

## 書籍

### 写真集
- Arisa（2004年7月30日、アクアハウス、撮影：山岸伸）ISBN 978-4860460877
- ハズカシイカタチ（2005年11月25日、ぶんか社、撮影：福島裕二）ISBN 978-4821126712